# La Vengeance du faucon
Pour plus de détails, voir Fiche technique et Distribution.
La Vengeance du faucon (serbo-croate : Banović Strahinja) est un film de cape et d'épée ouest-germano-yougoslave réalisé par Vatroslav Mimica et sorti en 1981.
Le « faucon » du film est inspiré de la vie de Strahinja Banović (sh), un noble serbe mort en 1389. Le film est présenté dans la section « Officina Veneziana » à la Mostra de Venise 1981.

## Synopsis
À la fin du XIVe siècle, la Serbie devient la cible de l'Empire ottoman. Nous sommes en 1388 et des bandits turcs parcourent librement le sud de la Serbie. Alors que la majorité des chevaliers serbes est concentrée autour de la ville de Kruševac, capitale de la Serbie à l'époque, les frontières méridionales sont partiellement laissées sans défense. Ce n'est que l'année suivante, en 1389, que les deux armées s'affrontent à la bataille de Kosovo Polje.
Alors que le respecté noble serbe Strahinja Banović (sh) est parti chasser, une bande de renégats turcs brûle son château, tue tous ses serviteurs et enlève sa jeune épouse. Strahinja entame une longue quête pour retrouver sa femme, malgré les doutes de tous sur sa fidélité. Strahinja rassemble une bande de vauriens et se lance à la poursuite des bandits. Pendant ce temps, le bandit turc Alija tente de séduire Anđa, la femme de Strahinja, mais elle le repousse. Cependant, au fil du temps, elle commence à s'affaiblir.

## Fiche technique
- Titre français : La Vengeance du faucon[3]
- Titre original serbo-croate : Banović Strahinja, Бановић Страхиња[4]
- Titre allemand : Der Falke[5]
- Réalisation : Vatroslav Mimica
- Scénario : Vatroslav Mimica, Aleksandar Petrović
- Photographie : Branko Ivatovic
- Montage : Vesna Kroeber, Ute Albrecht
- Musique : Alfi Kabiljo
- Décors : Milenko Jeremic (sr)
- Sociétés de production : Jadran film, Avala Film, Neue Tele Contact Filmproduktion
- Pays de production :  Yougoslavie -  Allemagne de l'Ouest
- Langue originale : serbo-croate
- Format : couleurs - son mono - 1,66:1 - 35 mm
- Genre : Film de cape et d'épée
- Durée : 101 minutes
- Dates de sortie : 
  - Yougoslavie : 5 août 1950
  - France : décembre 1950

## Distribution
- Franco Nero : Banović Strahinja
- Dragan Nikolić : Alija
- Sanja Vejnović (sh) :	Anđa
- Rade Šerbedžija : Abdulah
- Gert Fröbe : Jug Bogdan
- Kole Angelovski : Timotije
- Stole Aranđelović	: Pope Gradislav
- Neda Spasojević : Luda
- Janez Vrhovec : Vladika
- Rados Bajic : Boško Jugović